# El Poderoso Victoria
El Poderoso Victoria és una pel·lícula mexicana amb estrena durant el Festival Internacional de Cinema a Guadalajara, escrita i produïda per Raúl Ramón, protagonitzada per Damián Alcázar, Gerardo Oñate, Joaquín Cosío, Roberto Sosa, Edgar Vivar, Lorena de la Torre i Luis Felipe Tovar.

## Argument
La pel·lícula relata la història del poble de La Esperanza l'any 1936, que rep la notícia del tancament de la seva principal activitat econòmica que és la mineria, i juntament amb el tancament de la mina, la cancel·lació de la ruta del ferrocarril. El jove estudiant de maquinista i mecànic del poble tindrà què triar entre creuar cap als Estats Units i renunciar a l'amor de la seva vida o quedar-se i ajudar a un grup de pobladors que planegen construir el seu propi tren per a mantenir vigent la ruta.

## Repartiment
- Damián Alcázar - Don Federico
- Gerardo Oñate - Duran
- Lorena de la Torre - Victoria
- Edgar Vivar - Don Edgar
- Eduardo España - Telegrafista
- Luis Felipe Tovar - El Tuerto
- Said Sandoval - El Cheque
- Rogeiro Martin del Campo - El Sinaloa
- Alberto Trujillo - El Burro
- Joaquin Cosio - Jacinto
- Javier Zaragoza
- Adal Ramones - Raúl Martínez
- Daniel Martínez - Lic. Daniel
- Ana Monterrubio - Fabiola
- Iñaki Ramón - Antonio
- Cornelio Garcia (De kiosko en Kiosko) - Don Lupe

## Producció
Va començar el seu rodatge el dijous 9 de maig a les locacions de Mapimí i el Puente de Ojuela a l'estat de Durango. Gravada en locacions de Jalisco, específicament a Zacoalco de Torres i a la ciutat de Guanajuato, Guanajuato.

## Estrena
La cinta es va estrenar durant el Festival Internacional de Cinema a Guadalajara durant el 2021 i va guanyador el Premi del Públic, tanmateix no va arribar a les sales de cinema fins al 24 de novembre de 2022.

## Recepció crítica
Irving Torres Yllán de Cine NT va qualificar la pel·lícula d'un esforç sincer per explicar una història apta per a tota la família, a més de tenir bons efectes especials. Tanmateix, també destaca el ritme que falla de vegades, les situacions increïbles i la manca d'emoció en la seva banda sonora. Loretta Chnattiri de Código Spaghetti destaca la fidelitat de la cinta a l'hora de recrear l'atmosfera dels anys trenta, a més de qualificar la pel·lícula d'un espectacle més visual perquè el guió i la direcció dels actors les descriu com a pobres.

## Reconeixements
| Any  | Premi / Festival                               | Categoria                            | Recipient                                | Resultat  | Ref.          |
| ---- | ---------------------------------------------- | ------------------------------------ | ---------------------------------------- | --------- | ------------- |
| 2021 | Festival Internacional de Cinema a Guadalajara | Millor pel·lícula – Premi del Públic | El Poderoso Victoria                     | Guanyador | [ 7 ]         |
| 2021 | Festival de Cinema de Praga                    | Millor pel·lícula                    | El Poderoso Victoria                     | Guanyador | [ 8 ]         |
| 2022 | Festival de Cinema de Ferrara                  | Millor director                      | Raúl Ramón                               | Guanyador | [ 9 ]         |
| 2022 | Festival de Cinema Llatí de San Diego          | Millor pel·lícula – Premi del Públic | El Poderoso Victoria                     | Guanyador | [ 10 ]        |
| 2022 | Premis Canacine                                | Millor debutant - Masculí            | Gerardo Oñate                            | Nominat   | [ 11 ]        |
| 2022 | Premis Canacine                                | Desenvolupament de la indústria      | El Poderoso Victoria                     | Guanyador | [ 12 ]        |
| 2023 | Diosas de Plata                                | Millo pel·lícula                     | Raúl Ramón & Fabiola Velázquez           | Nominat   | [ 13 ]        |
| 2023 | Diosas de Plata                                | Millor opera prima                   | Raúl Ramón                               | Nominat   | [ 13 ]        |
| 2023 | Diosas de Plata                                | Millor direcció                      | Raúl Ramón                               | Nominat   | [ 13 ]        |
| 2023 | Diosas de Plata                                | Millor guió                          | Raúl Ramón                               | Nominat   | [ 13 ]        |
| 2023 | Diosas de Plata                                | Millor actor                         | Damián Alcázar                           | Nominat   | [ 13 ]        |
| 2023 | Diosas de Plata                                | Millor actor secundari               | Joaquín Cosío                            | Guanyador | [ 14 ]        |
| 2023 | Diosas de Plata                                | Millor debutant - Masculí            | Gerardo Oñate                            | Nominat   | [ 13 ]        |
| 2023 | Diosas de Plata                                | Millor actor en un paper menor       | Luis Felipe Tovar                        | Nominat   | [ 13 ]        |
| 2023 | Diosas de Plata                                | Millor actriu en un paper menor      | Lorena de la Torre                       | Nominat   | [ 13 ]        |
| 2023 | Diosas de Plata                                | Millor fotografia                    | Raúl Ramón                               | Guanyador | [ 14 ]        |
| 2023 | Diosas de Plata                                | Millor música                        | Fernando Velázquez                       | Nominat   | [ 13 ]        |
| 2023 | Diosas de Plata                                | Millor cançó original                | Belén Rodríguez ("El Poderoso Victoria") | Nominat   | [ 15 ]        |
| 2023 | Premis Ariel                                   | Millor disseny de vestuari           | Mayra Juárez                             | Nominat   | [ 16 ] [ 17 ] |
| 2023 | Premis Ariel                                   | Millors efectes especials            | Elliot Rebollar Feregrino                | Nominat   | [ 16 ] [ 17 ] |